# 일본 제국 해군의 전투 서열 (1945년 3월 1일)
이 문서는 일본 제국 해군이 기쿠스이 작전을 시행하기 전 1945년 3월 1일자 전투 서열 목록이다
괄호가 처진 함선의 이름은 침몰했음에도 서류에서만 재적되었다.
| - 대본영 - 지나방면함대 - 군령부 - 연합함대 - 제2함대 - 제4함대 - 제6함대 - 제7함대 - 제1항공함대 - 제2항공함대 - 제3항공함대 - 제5항공함대 - 제10항공함대 - 제12항공함대 - 제10방면함대 - 제1남견함대 - 제2남견함대 - 제13항공함대 - 남동방면함대 - 제8함대 - 제11항공함대 - 남서방면함대 - 제3남견함대 - 제4남견함대 - 제9함대 - 해군호위총사령부 |

## 연합함대
- 제22전대: 제1~4감시정대, 기쿠마루
- 제31전대: 이스즈
  - 제43구축대: 다케, 우메, 마키, 기리, 가야
  - 제52구축대: 스기, 모미, 가시, 히노키, 가에데
  - 제31, 43호해방함
- 제11수뢰전대: 사카와
  - 구축함: 하나쓰키, 요이즈키, 사쿠라, 나라, 쓰바키, 게야키, 야나기, 다치바나, 니레, 쓰타
- 제101항공전대
  - 제1001해군항공대
  - 제1081해군항공대
- 제1수송전대: 제9호, 제14호, 제15호, 제114호, 제115호, 제135호, 제136호, 제139호, 제140호, 제143호, 제144호, 제151호, 제160호 수송함
- 제1연합통신대: 도쿄 해군통신대, 오와다 통신대
- 부속:
  - 전함: (무사시), (후소), (야마시로)
  - 항공모함: 호쇼, (쇼카쿠), (즈이카쿠), (다이호)
  - 중순양함: (지쿠마)
  - 경순양함: 기타가미 (순양함)
  - 수상기모함함: 가모이
  - 제1구축대: 노카제, 가미카제, 시오카제, 아사가오
  - 구축함: 유카제, 하타카제, 나미카제
  - 해방함: 미야케, 야쿠시마
  - 제2수송대: 제11호, 제17호, 제18호 수송함
  - 구잠정: 제28호, 제30호, 제33호 구잠정
  - 표적함: 야카제, 세쓰, 하카치, 오하마
  - 특설병원선: 다카사고마루, 히카와마루, 제2히카와마루[fn 1]

## 제2함대
- 제1항공전대: 야마토, 아마기, 가쓰라기, 준요, 류호
- 제2수뢰전대: 야하기
  - 제7구축대: 우시오, 가스미, 히비키
  - 제17구축대: 이소카제, 하마카제, 유카키제
  - 제21구축대: 하쓰시모, 아사기리, 가스미
  - 제41구축대: 후유쓰키, 스즈쓰키
- 제31전대: 하나쓰키
  - 제43구축대: 다케, 마키, 기리, 가야
  - 제52구축대: 스기, 모미, 가시, 히노키, 가에데, 하기, 나시

## 제4함대
(미발견)

## 제6함대
(미발견)

## 제1항공함대
- 26항공전대
  - 북필리핀 해군항공대, 중필리핀 해군항공대, 남필리핀 해군항공대, 제141해군항공대, 제153해군항공대
  - 제201해군항공대, 제221해군항공대, 제341해군항공대, 제761해군항공대, 제763해군항공대
- 타이완 해군항공대, 제132해군항공대, 제133해군항공대, 제165해군항공대, 제634해군항공대
- 제765해군항공대, 제1021해군항공대

## 제2항공함대
(자료 미발견)

## 제3항공함대
- 직속
  - 제131해군항공대, 제210해군항공대, 제252해군항공대, 제343해군항공대, 제601해군항공대
  - 제722해군항공대, 제752해군항공대, 제1023해군항공대, 관토 해군항공대
- 제27항공전대: 남방 군도 해군항공대, 이오섬 경비대

## 제5항공함대
(미발견)

## 제10항공함대
| - 제11연합항공대: (제10항공함대장) - 가스미가우라 해군항공대 - 쓰쿠바 해군항공대 - 야타베 해군항공대 - 햐쿠리하라 해군항공대 - 나고야 해군항공대 - 가고시마 해군항공대 - 기타우라 해군항공대 - 오쓰 해군항공대 - 진마치 해군항공대 - 제2郡山해군항공대 - 제고와카 해군항공대 - 도요하시 해군항공대 - 마쓰시마 해군항공대 - 야마토 해군항공대 - 제3오카자키 해군항공대 - 도쿄 해군항공대 | - 제12연합항공대: 소장 후지요시 나오타로 - 우사 해군항공대 - 오무라 해군항공대 - 다쿠마 해군항공대 - 쓰이키 해군항공대 - 원산 해군항공대 - 후쿠야마 해군항공대 - 미네야마 해군항공대 - 아마쿠사 해군항공대 - 히메지 해군항공대 - 부산 해군항공대 - 이와쿠니 해군항공대 - 니시죠 해군항공대 - 광주 해군항공대 - 観音寺 해군항공대 - 이사하야시 해군항공대 | - 제13연합항공대: 소장 이토 요시아키 - 오이 해군항공대 - 스즈카 해군항공대 - 칭타오 해군항공대 - 도쿠시마 해군항공대 - 고치 해군항공대 |

## 제12항공함대
- 호쿠토 해군항공대
- 지시마 설상대

## 제10방면함대

### 제1남견함대
(2월 5일)
- 묘코, 다카오, 아마쓰카제, 제59호 특설구잠정
- 제9~13특별근거지대
- 제15설상대

### 제2남견함대
(2월 5일)
- 제102, 106, 109호 초계정
- 제21~23특별근거지대
- 특설포함 반요마루

### 제13항공함대
- 직속
  - 말래이 해군항공대, 동인도 해군항공대
- 부속
  - 제11~13, 31해군항공대
- 제23항공전대: 북오스트레일리아 해군항공대
- 제28항공전대: 제331해군항공대, 제381해군항공대

## 남동방면함대
(미발견)

### 제8함대
(미발견)

### 제11항공함대
- 제958해군항공대, 제105항공기지대

## 남서방면함대
- 직속
  - 제27특별근거지대

### 제3남견함대
(미발견)

### 제4남견함대
- 제25특별근거지대
  - 와카타카
  - 제7, 20, 21, 26, 27경비대
- 제26특별근거지대
  - 기지
- 제28특별근거지대
  - 제18경비대
- 부속: 제33, 105방공대, 제36, 201~203, 224, 232설상대

### 제9함대
(미발견)

## 해상호위총사령부
- 직속
  - 제18전대: 도키와, 고에이마루, 창바이산마루
- 제1호위함대
  - 제101전대
  - 제102전대
  - 제103전대
  - 제8호위선딘사령부
  - 제901해군항공대
  - 제936해군항공대
- 부속: 나미106

## 구레 진수부
- 구레 해병단
- 오타케 해병단
- 야스우라 해병단
- 구레 잠수함기지대
- 구레 해군항무부
- 도쿠야마해군항무부
- 구레 해군통신대
- 구레 해군항공대
- 제332해군항공대
- 전함: 하루나, 이세, 휴가
- 중순양함: 아오바
- 특설포획망정: 오우마루
- 도쿠야마경비대
- 제317, 351, 352, 3111, 3113설영대
- 구레 해군경비대
- 오타케 경비대
- 벳부 경비대
- 구레 방비전대
  - 사에키 해군항공대
  - 사에키 방비대
  - 부설정: 유리지마, 누와지마
  - 대잠훈련부대: 로(呂) 로62, 로68, 로500
  - 해방함: 메토, 구가, 간즈, 오가, 제59, 65, 113, 213, 219호, 제102, 104, 106, 124, 154, 186, 190호
  - 제33, 34소해대
  - 시모노세키 방비대
- 구레 잠수전대
  - 특설포함: 나치마루
  - 제19잠수대: 이121, 이122, 이155, 이158, 이156, 이157, 이159, 이162, 이165
  - 제33잠수대: 이201, 이202, 로呂형 로63, 로64, 로67
- 구레 연습전대
  - 장갑순양함: 야쿠모, 이와테, 이즈모
  - 중순양함: 도네
  - 경순양함: 오요도
- 제2특공전대
  - 오우라 돌격대: 고류 (잠수함)・갑표적 병(丙)형
  - 히카리 돌격대
  - 히라오 돌격대
- 제21연합항공대

마쓰야마 해군항공대, 우와지마 해군항공대, 구라시키 해군항공대, 우라도 해군항공대

## 요코스카 진수부
- 요코스카 해병단
- 다케야마 해병단
- 하마나(아라이)해병단
- 요코스카 잠수함기지대
- 요코스카 해군항무부
- 요코스카 해군통신대
- 제302해군항공대
- 제312해군항공대
- 전함 나가토
- 구축함 사와카제
- 제6잠수대 로57, 로58, 로59
- 해방함: 오키, 아마쿠사, 시사카, 제37호, 제45호, 제47호, 제49호, 제6호, 제12호, 제56호, 제74호
- 구잠정 제51호, 제52호
- 특무함(운송함) 소야
- 요코스카 해군항공대
- 제903해군항공대
- 요코스카 해군경비대
- 요코스카 제1～3경비대
- 다우라 경비대
- 구리하마 제1～3경비대
- 다테야마 경비대
- 누마즈 경비대
- 후지사와 경비대
- 요코하마 경비대
- 아미 경비대
- 오쿠스 경비대
- 요코스카 방비전대
  - 제1소해대
  - 소해정 제27호
  - 구잠정 제42호, 제44호, 제47호, 제48호
  - 요코스카 방비대
  - 오나가와방비대
- 지미치마 방면 특별근거지대
  - 하하지마 경비대
  - 지미치마통신대
- 제3해상호위대
  - 잠수모함 고마하시
  - 해방함 제4호, 제50호
  - 구잠정 제14호
  - 제26소해대
  - 제112구잠대
  - 이세 방비대
- 제20연합항공대
  - 스노사키 해군항공대
  - 후지사와 해군항공대
  - 다우라해군항공대
  - 제1사가미노 해군항공대
  - 제2사가미노 해군항공대
  - 제1고리야마 해군항공대
  - 제1고와 해군항공대
  - 가토리 해군항공대
  - 제1오카자키 해군항공대
  - 제2오카자키 해군항공대
  - 쓰치우라 해군항공대
  - 미에 해군항공대
  - 시미즈 해군항공대

## 같이 보기
- 일본 제국 해군의 전투 서열 (1941년 12월 10일), 태평양 전쟁 시작
- 일본 제국 해군의 전투 서열 (1942년 7월 14일), 미드웨이 해전 이후
- 일본 제국 해군의 전투 서열 (1943년 4월 1일), 과달카날 제도 철수 이후
- 일본 제국 해군의 전투 서열 (1944년 4월 1일), 전시편제제도 개정 이후
- 일본 제국 해군의 전투 서열 (1944년 8월 15일), 마리아나 해전 이후
- 일본 제국 해군의 전투 서열 (1945년 6월 1일), 말기

## 참고

### 인용
1. ↑  戦史叢書93 1976, 167쪽.

### 자료
- 防衛研修所戦史室 (1976). 《連合艦隊＜7＞戦争最終期》. 戦史叢書 (일본어) 93. 朝雲新聞社. ASIN B000J9E2HO.